# A Kylie Christmas
A Kylie Christmas (Коледа с Кайли) е петият EP на австралийската певица Кайли Миноуг. Издаден е на 1 и 21 декември 2011 година от Парлофон Рекърдс и И Ем Ай. EP-то е издадено в iTunes на 1 декември под името A Kylie Christmas с две песни, а A Christmas Gift (Коледен подарък) на 21 декември с песни, включващо „Aphrodite“ и „Can't Beat the Feeling“ от единадесетия ѝ студиен албум Aphrodite.

## Изпълнения на живо
„Let It Snow“ и „Santa Baby“ бяха изпети на The Rockefeller Center Christmas Tree, с коледна сцена и трима музиканти.

## Песни
A Kylie Christmas
1. „Let It Snow“ – 1:57
2. „Santa Baby“ – 3:22

A Christmas Gift
1. „Aphrodite“ – 3:47
2. „Can't Beat the Feeling“ – 4:10
3. „Santa Baby“ – 3:23

## Чартове
| Santa Baby (2010)      | Място |
| ---------------------- | ----- |
| Australian ARIA Charts | 85    |

| Let It Snow (2010)     | Място |
| ---------------------- | ----- |
| Australian ARIA Charts | 89    |

## Издаване
A Kylie Christmas
| Страна         | Дата             | Лейбъл            | Носител           |
| -------------- | ---------------- | ----------------- | ----------------- |
| САЩ            | 1 декември 2010  | И Ем Ай, Парлофон | Цифрово изтегляне |
| Великобритания | 1 декември 2010  | И Ем Ай, Парлофон | Цифрово изтегляне |
| Нова Зеландия  | 12 декември 2010 | И Ем Ай, Парлофон | Цифрово изтегляне |
| Австралия      | 12 декември 2010 | И Ем Ай, Парлофон | Цифрово изтегляне |

A Christmas Gift
| Страна         | Дата             | Лейбъл            | Носител           |
| -------------- | ---------------- | ----------------- | ----------------- |
| САЩ            | 21 декември 2010 | И Ем Ай, Парлофон | Цифрово изтегляне |
| Великобритания | 21 декември 2010 | И Ем Ай, Парлофон | Цифрово изтегляне |